# 古文 (文學)
古文為中國古代散文的文體，其形式較駢文自由。原指先秦、秦代、兩漢以來的散文，但經過唐宋的古文運動，在文風方面又有新的突破。

## 歷史
此處的古文是中国文学史上的术语，自唐代以来，有特殊而狭隘的涵义。并非一切文言文都算古文，同樣的，在某种条件下，“古文”也不一定跟白话对立。
由于六朝以来，尚求美感，作文多为駢文，过于讲求词藻、对偶、典故，越来越不适应实际应用。
唐初陳子昂等人已倡古文，韓愈倡古文運動，柳宗元和之，後至宋歐陽脩任科舉考官，提拔古文人才，古文運動方告成功。因为他们标榜先秦、西汉的文章，因此称为“古文”。明代前七子、後七子、唐宋派皆對古文的規律，有其獨特的見解。
清代桐城派對古文更加嚴格要求，方苞所謂：“古文中忌语录中语、魏晋六朝人藻丽俳语、汉赋中板重字法、诗歌中隽语、南北史佻巧语。”（沈廷芳《隐拙轩文钞·方望溪先生传·自记》）后来的桐城派作者更扩大范围，陆续把“注疏”、“尺牍”、“诗话”等语言都列违禁。
清末民初，白話文興起，古文受到一定的打壓。

## 古文特點
古文不重音韻、不重對仗、亦不重辭藻，唯作文時須文以載道，言之有物，古文之文，多合於孔孟儒者之道，因韓愈所謂古文之道，孔孟儒家之道也。古文的文體照《古文辭類纂》的分法有「論辯類」、「序跋類」、「奏議類」、「書說類」、「贈序類」、「詔令類」、「傳狀類」、「碑誌類」、「雜記類」、「箴銘類」、「頌贊類」、「辭賦類」、「哀祭類」等。

## 古文流派

### 明
- 復古派：前後七子主張「文必秦漢，詩必盛唐」，反抗空泛平庸的八股文與臺閣體。但因擬古，為文缺乏個人風格，文字難懂。
- 唐宋派：反對前後七子的「文必秦漢」主張，推崇唐宋八大家散文的平易通達。代表人物有茅坤、王慎中、唐順之、歸有光等。王慎中、唐順之、歸有光並稱「嘉靖三大家」；王慎中、唐順之另與六人並稱「嘉靖八才子」。其中茅坤編有《唐宋八大家文鈔》。
- 公安派：代表人物是公安三袁，主張「獨抒性靈，不拘格套」，強調表達真實情感，文章不再以「載道」為目的。
- 竟陵派：代表人物有鍾惺、譚元春，繼承公安派「獨抒性靈」的理論，但提倡「幽深估俏」以救治公安派用字俚俗淺陋的弊病，文字亦因此趨於晦澀。

### 清朝
- 桐城派：創始人為方苞，劉大櫆和姚鼐為集大成者，三人有「桐城三祖」之稱。主張效法《左傳》、《史記》等先秦兩漢的散文及唐宋散文。提倡古文「義法」：「義」即內容思想，要「言有物」；「法」即形式技巧，要「言有序」。其中姚鼐編有《古文辭類纂》。
- 陽湖派：代表人物有惲敬、張惠言，是桐城派的一個旁支，但思想較活潑，不專主孔孟、程朱，主張兼採諸子百家。認為學古文要兼取駢文之長；除取法六經外，也兼取子史。
- 湘鄉派：創始人為曾國藩，是桐城派的一個旁支，認為古文創作應兼取漢賦的氣韻，主張剛柔並濟、奇偶互用。提倡「義理」、「辭章」、「考據」、「經濟[1]」四者並重。其中曾國藩編有《經史百家雜鈔》。

## 古文大家
自唐韓愈後，歷代古文大家輩出，明茅坤以韓愈、柳宗元、歐陽脩、蘇洵、蘇軾、蘇轍、王安石、曾鞏等八人為唐宋八大家，茅坤並輯八人之文於其所著之《唐宋八大家文鈔》中

### 唐
- 韓愈
- 柳宗元
- 杜牧

### 宋
- 歐陽脩
- 蘇洵
- 蘇軾
- 蘇轍
- 王安石
- 曾鞏
- 范仲淹
- 司馬光

### 明
- 劉基
- 宋濂
- 王守仁
- 前後七子
- 唐順之
- 歸有光
- 袁宏道
- 徐渭
- 張岱

### 清
- 方苞
- 刘大櫆
- 姚鼐
- 曾国藩